# Neurophyseta turrialbalis
Neurophyseta turrialbalis là một loài bướm đêm trong họ Crambidae.